# Культурная трансмиссия
Культурная трансмиссия — передача культуры от предшествующих поколений к последующим через обучение. Благодаря ей осуществляется преемственность культуры.

## Введение
Люди учатся у других людей в самых разных областях. Следовательно, системы знаний и поведения культурно передаются в человеческом населении. Люди стремятся понять эволюционные основы и последствия передачи культуры: насколько широко распространена передача культуры в животном мире; как культурная передача работает в человеческом населении; какие продукты обеспечивает культурная эволюция; и как культура взаимодействует с биологической эволюцией, чтобы сформировать наш вид.

## Что такое культурная передача
Культурная передача (иногда называемая «культурным обучением») — это процесс обучения новой информации через социализацию и взаимодействие с окружающими вас людьми.
Культурная передача знаний — это широкое понятие, и оно относится к знаниям, полученным небиологическими средствами. Например, если человек идет по улице и хочет перейти дорогу, то знает, что он не можете просто выйти на дорогу, не глядя, потому что есть вероятность, что его ударит машина. Люди не инстинктивно знают это; скорее, это был передано от родителей или другого взрослого в начале жизни и подкреплен культурной передачей. Как средство коммуникации культурная передача — это односторонняя система, в которой культура передается человеку через определённые каналы. Процесс получения информации о культуре или обществе — это то, что называется инкультурацией.

## Теории культурной трансмиссии
Хотя культурная передача является широкой концепцией, она не является всеобъемлющей для всех знаний, полученных в течение жизни человека. Фактически, некоторые из знаний, которыми обладают люди, приобретаются благодаря опыту, например, как метод проб и ошибок. Метод проб и ошибок — это то, что известно как экспериментальное обучение.
Экспериментальное обучение — один из основных методов исследования, основанный на тщательном изучении вариантов исследуемого явления при возможном уравнении всех прочих факторов (количество учебных часов, уровень владения языком и др). В ходе экспериментального обучения исследователь проверяет различные варианты решения интересующего его вопроса, в том числе и те, несостоятельность которых он стремится доказать. Именно в этом заключается принципиальное отличие экспериментального обучения от опытного обучения, целью которого является массовая проверка предварительно обоснованной методики.
В отличие от обучения на основе опыта, теоретическая основа культурной передачи заключается в том, что на протяжении нашего развития мы приобретаем значительный объём знаний, просто присутствуя в нашей культуре. Например, люди, живущие в Соединенных Штатах, знают, что жуткие украшения в октябре являются одним из способов празднования Хэллоуина. Точно так же существуют определённые консервативные религии, которые не одобряют эти украшения или вообще не отмечают этот праздник. Для кого-то, кто не из западной культуры или знаком с такими традициями, эти украшения на Хеллоуин могут показаться странным обычаем, потому что этот человек не был привитым в западном обществе и, следовательно, не обладает этой культурной информацией. Точно так же тот факт, что некоторые люди будут возражать против украшения или празднования Хеллоуина, может показаться странным по той же причине.
Экспериментальный подход к культуре
Исследование эволюционных основ и последствий передачи культуры не является новым начинанием: эволюционные подходы к культуре имеют выдающуюся историю (например, Дарвин проводит прямые параллели между биологической эволюцией и культурной эволюцией словами и языками), а изучение культурной передачи и культурной эволюции является динамичной и растущей областью исследований. Большая часть этого исследования носила теоретический или наблюдательный характер, основанный на формальных моделях эволюционных процессов или обсервационное исследование реальных культурных явлений. Хотя они остаются важными инструментами для изучения культурной эволюции, они не являются единственными доступными. Ещё одна возможность состоит в том, чтобы принять экспериментальный подход для изучения механизмов и динамики культурной передачи — экспериментальное исследование предлагает потенциальный мост между общностью и контролем формальной модели и натурализмом наблюдения за реальным поведением в реальной культурной среде. Мощный экспериментальный подход, имеющий долгую историю, но в последние годы переживший ренессанс, состоит в том, чтобы исследовать эволюцию культуры непосредственно в простых лабораторных популяциях в контролируемых условиях, чтобы установить, что на самом деле происходит, когда люди учатся у других людей. Эта тема впервые объединяет диффузионные цепи или цепи передачи), чтобы исследовать культурную эволюцию.
Одним из фундаментальных вопросов в понимании способности человека к культуре является выявление её эволюционного происхождения: является ли это недавней способностью или древней способностью, которая просто проявляется в необычной форме у нашего вида. Уайтен и Месоуди рассматривают литературу по диффузионным исследованиям на животных, не являющихся людьми, уделяя особое внимание диапазону применяемых экспериментальных методологий и их способности отличать социальное обучение и культурную передачу от других механизмов, способных вызывать сходное поведение на уровне группы (например, индивидуальное обучение). Достижения в этой области были впечатляющими: имеются явные доказательства культурной передачи ряда нечеловеческих видов (приматов, а также грызунов, птиц и рыб). Кроме того, передача рассматривается в ряде экспериментальных режимов.

## Теория учебных стилей
Культурные стили обучения — это те стили обучения личности, которые являются продуктом его или её культурного фона и воспитания. В нём рассматриваются теория стилей обучения и роль, которую культура играет в теории.
Концепция культурных стилей обучения находит свою основу в теории стилей обучения. Теория стилей обучения гласит, что студенты предпочитают один способ или стиль обучения другому. Теория предполагает, что проектирование образовательного опыта, учебной программы и инструкций, которые соответствуют стилю обучения студентов, может улучшить академические достижения. Концепция стилей культурного обучения идет дальше, заявив, что культурное воспитание играет решающую роль в определении стиля обучения студента. Было разработано более 30 инструментов тестирования стилей обучения для измерения различных стилей обучения в значимом и надежном континууме. Примеры инструментов включают индекс модальности Swassing-Barbe и тесты групповых встроенных фигур. Индекс модальности Swassing-Barbe классифицирует учащихся как предпочитающих визуальные, слуховые или тактильные / кинестетические стили. В групповом тесте по встроенным фигурам учащиеся классифицируются как зависимые от поля или независимые от поля, когда они находят геометрические фигуры, встроенные в рисунки фигур. Полевая зависимость / независимость относится к «способам, с помощью которых люди познавательно реагируют на запутанную информацию и незнакомые ситуации» и поведению, которое порождают эти ответы. Считается, что зависимые от поля индивидуумы более ориентированы на группу, сотрудничают и менее конкурентоспособны, чем независимые от поля индивидуумы.

## Культура и стиль обучения
Культура состоит из ценностей, убеждений и способов восприятия. Культурные различия в стилях обучения детей могут развиваться благодаря их раннему опыту. Ценности культурной группы и традиционный образ жизни могут, посредством воспитания детей, влиять на стили обучения, которые человек будет развивать. Многочисленные исследования пытались выявить предпочтения стиля обучения среди студентов из разных культур и способы использования предпочтений для улучшения обучения. Данн и Григгс рассмотрели исследования стилей обучения латиноамериканских студентов. Исследование показывает, что мексиканские американские студенты, похоже, требуют более высокой степени структурирования, чем другие группы. Они предпочитают работать в одиночку больше, чем афроамериканские студенты, но меньше, чем кавказские студенты. И при этом они не такие зрительные и визуальные, как кавказцы и афроамериканцы. Латиноамериканские учащиеся средних и старших классов более зависимы от поля, чем англоязычные.
Основываясь на этих выводах исследования, они советуют учителям и консультантам ожидать, что большое число латиноамериканских студентов предпочтут:
1. соответствие;
2. сверстниковое обучение;
3. кинестетические учебные ресурсы;
4. высокая степень структуры;
5. поле-зависимый когнитивный стиль.

Рамирес и Кастанеда рекомендуют совместное обучение; использование юмора, драмы и фантазии; моделирование; и глобальный, а не аналитический подход к пониманию концепций.